# Lijst van rijksmonumenten in Heerenveen (plaats)
De plaats Heerenveen (It Hearrenfean) telt 30 inschrijvingen in het rijksmonumentenregister, hieronder een overzicht. Voor een overzicht van alle beschikbare afbeeldingen zie de categorie Rijksmonumenten in Heerenveen op Wikimedia Commons. 
| Object                                                                                    | Oorspronkelijke functie?  | Bouwjaar                                                                          | Architect                   | Locatie                       | Coördinaten?                  | Nr.?   | Afbeelding                                                                                |
| ----------------------------------------------------------------------------------------- | ------------------------- | --------------------------------------------------------------------------------- | --------------------------- | ----------------------------- | ----------------------------- | ------ | ----------------------------------------------------------------------------------------- |
| Deftig woonhuis onder tentdak met twee schoorstenen waarop borden                         | Woonhuis                  | 1750 (oorspr.) eind 18e eeuw (gevel)                                              |                             | Breedpad 21                   | 52° 57' 34" NB, 5° 55' 17" OL | 21162  | Meer afbeeldingen                                                                         |
| Oenemastate (Grovestins State)                                                            | Kasteel, buitenplaats     | 1530 (oorspr.) 1640 (verbouwing) 1876 (huidige gevel) 1966-1968 (restauratie)     |                             | Gemeenteplein 33              | 52° 57' 36" NB, 5° 55' 30" OL | 21163  | Meer afbeeldingen                                                                         |
| Museum Willem van Haren (Dekemahuis)                                                      | Woonhuis                  | mog. laat-17de-eeuws (kern) 19e eeuw (gevel) 1907 (verbouwing) 1981 (restauratie) |                             | Van Harenspad 50              | 52° 57' 38" NB, 5° 55' 32" OL | 21164  | Meer afbeeldingen                                                                         |
| Tolhuisje                                                                                 | Handel en kantoor         | 19e eeuw                                                                          |                             | Koningin Julianaweg 2         | 52° 56' 42" NB, 5° 56' 30" OL | 21166  | Meer afbeeldingen                                                                         |
| Eenvoudig herenhuis                                                                       | Woonhuis                  | 19e eeuw                                                                          |                             | Nieuwburen 10                 | 52° 57' 38" NB, 5° 55' 35" OL | 21167  | Meer afbeeldingen                                                                         |
| Herenhuis met verdieping onder vierzijdig zadeldak met hoekschoorstenen                   | Woonhuis                  | rond 1806                                                                         |                             | Nieuwburen 12                 | 52° 57' 38" NB, 5° 55' 35" OL | 21168  | Meer afbeeldingen                                                                         |
| Crackstate (Gemeentehuis)                                                                 | Kasteel, buitenplaats     | 1647-1648 1843 (klokkenkoepel) 1976 (restauratie)                                 | W. de Keyser                | Oude Koemarkt 14              | 52° 57' 41" NB, 5° 55' 20" OL | 21169  | Meer afbeeldingen                                                                         |
| Welgelegen (Tjepkema's molen)                                                             | Industrie- en poldermolen | 1849 1898 (verhoogd) 1990 (restauratie)                                           | W.F. Looman                 | Tjepkemastraat 21             | 52° 57' 49" NB, 5° 55' 7" OL  | 21171  | Meer afbeeldingen                                                                         |
| Doopsgezinde Kerk                                                                         | Kerk en kerkonderdeel     | 1762 1838 (ingangspartij)                                                         |                             | Vermaningsteeg 5              | 52° 57' 39" NB, 5° 55' 29" OL | 21172  | Meer afbeeldingen                                                                         |
| Gerritsma Sathe                                                                           | Boerderij                 |                                                                                   |                             | Het Meer 138                  | 52° 58' 4" NB, 5° 57' 34" OL  | 21173  | Meer afbeeldingen                                                                         |
| Herema State                                                                              | Woonhuis                  | 1832                                                                              |                             | Marktweg 75                   | 52° 56' 20" NB, 5° 56' 54" OL | 21195  | Meer afbeeldingen                                                                         |
| Heilige Geestkerk, orgel                                                                  | Vanwege onderdelen kerk   | 1867 1986 (kast)                                                                  | gebr. Adema                 | Crackstraat 13                | 52° 57' 39" NB, 5° 55' 15" OL | 452458 | Meer afbeeldingen                                                                         |
| Heilige Geestkerk                                                                         | Kerk en kerkonderdeel     | 1932-1933                                                                         | H.C.M. van Beers            | Crackstraat 13                | 52° 57' 39" NB, 5° 55' 15" OL | 510454 | Meer afbeeldingen                                                                         |
| Heilige Geestkerk, pastorie                                                               | Kerkelijke dienstwoning   | 1934-1935                                                                         | H.C.M. van Beers            | Crackstraat 13                | 52° 57' 39" NB, 5° 55' 15" OL | 510455 | Meer afbeeldingen                                                                         |
| Woudoord: hoofdgebouw                                                                     | Kasteel, buitenplaats     | 1908                                                                              | K.P.C. de Bazel             | Koningin Wilhelminaweg 11     | 52° 56' 35" NB, 5° 56' 50" OL | 510457 | Meer afbeeldingen                                                                         |
| Woudoord: prieel                                                                          | Tuin, park en plantsoen   | 1908                                                                              | K.P.C. de Bazel             | bij Koningin Wilhelminaweg 11 | 52° 56' 35" NB, 5° 56' 50" OL | 510458 | Meer afbeeldingen                                                                         |
| Nos Ambo                                                                                  | Werk-woonhuis             | 1931                                                                              | J. Bosma en L. van Houten   | Burg. Falkenaweg 99           | 52° 57' 9" NB, 5° 55' 58" OL  | 510477 | Upload foto                                                                               |
| Woonhuis met aangebouwd koetshuis in Overgangsstijl met aan Jugendstil verwante elementen | Woonhuis                  | rond 1904 1937 (serre) 1976 (verbouwing)                                          |                             | Fok 18                        | 52° 57' 56" NB, 5° 54' 50" OL | 510478 | Woonhuis met aangebouwd koetshuis in Overgangsstijl met aan Jugendstil verwante elementen |
| Woonhuis in eclectische stijl                                                             | Woonhuis                  | 1863 verbouwd in 1948, 1949 en 1950                                               |                             | Fok 46                        | 52° 57' 48" NB, 5° 55' 2" OL  | 510479 | Meer afbeeldingen                                                                         |
| Voormalige fabriek in Overgangsstijl (De Speeldoos)                                       | Industrie                 | 1905 1915 (uitbreiding) 1947 (verbouwing)                                         |                             | Fok 50                        | 52° 57' 46" NB, 5° 55' 3" OL  | 510480 | Meer afbeeldingen                                                                         |
| Woonhuis in Interbellum-architectuur                                                      | Woonhuis                  | rond 1910                                                                         |                             | Koningin Julianaweg 38        | 52° 56' 46" NB, 5° 56' 44" OL | 510481 | Upload foto                                                                               |
| Voormalige "Noord-Friesche Middenstandsbank"                                              | Handel en kantoor         | 1934 1979 (interne verbouwing)                                                    | L. Reinalda A. van der Meer | Lindegracht 23                | 52° 57' 38" NB, 5° 55' 27" OL | 510482 | Meer afbeeldingen                                                                         |
| Bornego                                                                                   | Woonhuis                  | 1933                                                                              |                             | Van Maasdijkstraat 17         | 52° 57' 47" NB, 5° 55' 11" OL | 510483 | Upload foto                                                                               |
| De Nijhorst                                                                               | Woonhuis                  | 1913                                                                              | C.J. Wierda                 | Marktweg 77                   | 52° 56' 22" NB, 5° 56' 51" OL | 510484 | Meer afbeeldingen                                                                         |
| Woonhuis en een pakhuis met elkaar verbonden middels een berging                          | Woonhuis                  | 1937                                                                              | J. Bosma en L. van Houten   | K.R. Poststraat 7             | 52° 57' 45" NB, 5° 55' 17" OL | 510485 | Meer afbeeldingen                                                                         |
| Woonhuis in Overgangsstijl                                                                | Woonhuis                  | rond 1910                                                                         | H.H. Kramer (toegeschreven) | Stationsstraat 6              | 52° 57' 44" NB, 5° 54' 57" OL | 510488 | Upload foto                                                                               |
| Huize Voormeer                                                                            | Kasteel, buitenplaats     | 1753-1755 verbouwd rond 1780 en in 1846 1977 (restauratie)                        |                             | Heideburen 97                 | 52° 57' 45" NB, 5° 55' 49" OL | 525971 | Meer afbeeldingen                                                                         |
| Huize Voormeer, tuin en park                                                              | Tuin, park en plantsoen   | 1849                                                                              | L.P. Roodbaard              | bij Heideburen 97             | 52° 57' 45" NB, 5° 55' 49" OL | 525972 | Meer afbeeldingen                                                                         |
| Huize Voormeer, tuinhuis                                                                  | Bijgebouwen kastelen enz. | rond 1850                                                                         |                             | bij Heideburen 97             | 52° 57' 45" NB, 5° 55' 49" OL | 525973 | Meer afbeeldingen                                                                         |
| Huize Voormeer, tuinmanswoning                                                            | Bijgebouwen kastelen enz. | 1852                                                                              |                             | Heideburen 99                 | 52° 57' 46" NB, 5° 55' 55" OL | 525974 | Meer afbeeldingen                                                                         |